# Shabhaye Barareh
Shabhaye Barareh (en persan شبهای برره, littéralement Nuits de Barareh) est une série télévisée humoristique diffusée par l'IRIB. La diffusion de la série a été arrêtée après 92 épisodes, avant la fin d'histoire de Barareh. Elle passait tous les soirs à 20h00 à l'heure de Téhéran sur les antennes de Canal 3 en Iran. Elle a été diffusée en répétition sur IRIB 1 et IRIB 2 pour des gens à l'extérieur du pays. Le dernier épisode date du 7 février 2006. La série a été réalisée et interprétée par Mehran Modiri.

## Description
L'histoire se passe au village fictif de Barareh dans les années 1930 en Iran, durant le règne de Reza Shah Pahlavi, dont le portrait se voit partout sur les murs. Les villageois ont leur propre dialecte du persan modifié par l'humour. En plus, les Bararéhois ont aussi certains coutumes et rituels comiques, comme leur méthode pour manger des pois chiches -- en arrachant  des pois un à un de la plante et les jetant directement dans la bouche. Le village de Barareh est considéré par la majorité des critiques comme un microcosme de l'Iran. Le village est divisé par une ligne qui sépare le Haut et le Bas-Barareh, faisant allusion aux différences des classes sociales dans l'Iran moderne. Les événements dans le village, comme le match de football ("darbid"), le conseil des élections et les rituels du mariage reflètent tous l'aspect de l'Iran d'aujourd'hui.
Dans la distribution, Mehran Modiri interprète Shir Farhad, le fils du khan ou du chef du Bas-Barareh. Il vit avec sa sœur, Saharnaz; sa mère, Shadoneh; et son père, Salar Khan. L'histoire débute par l'escapade d'un journaliste,  Kiyanoosh, de Téhéran, arrêté pour avoir écrit un article critiquant le gouvernement. Dans sa fuite à travers les chemins rustiques, il s'est fait piquer par un serpent. Shir Farhad le trouve, et l'amène au village de Bararaeh où il est soigné, et graduellement présenté aux autres membres de la famille du Khan, et d'autres personnages du Bas et du Haut Barareh, comme au poète flamboyant, Bagoori, et au docteur du village. Plus tard dans la série, les nouveaux personnages comme le gendarme du village, le fils et la fille du Khan du Haut-Barareh, Keivoon et Leiloon, se joindront aux autres. Davooneh n'apparaîtra pas dans la série.

## Distribution

### Le Bas-Barareh
- Siamak Ansari - Kiyanoosh Esteghrarzadeh (Le journaliste de Téhéran, et plus tard le beau-fils du  Khan du Bas-Barareh)
- Shaghayegh Dehghan - Saharnaz (la fille du khan du Bas-Barareh)
- Falamak Joneidi - Shadoneh Khanoum (La femme du khan du Bas-Barareh)
- Mehran Modiri - Shir Farhad (Le fils du khan du Bas-Barareh)
- Mohammad Shiri - Salar Khan (Le khan du Bas-Barareh)
- Hassan Shokohi - Babri Khan (Le frère de Shadoneh)

### Le Haut-Barareh
- Behnoosh Bakhtiari - Leiloon (La fille du khan du Haut-Barareh)
- Fatemeh Hashemi - Shakheh Shemshad Khanoum (La femme du khan du Haut-Barareh)
- Saed Hedayati - Jan Nesar (Le quasi-serviteur du khan du Haut-Barareh, duquel le khan exige uniquement compliments et cajoleries)
- Hadi Kazemi - Nezam De Barareh (Le neveu du khan du Haut-Barareh et solidaire en formation)
- Saeid Pirdoost - Sardar Khan (Le khan du Haut-Barareh)
- Reza Shafiei Jam - Keivoon (Le fils du khan du Haut-Barareh)

### Autres personnages
- Ali Kazemi - Bagoori (Le poète de Barareh)
- Mohammad Reza Hedayati - Yavar Toghrol (Les gendarmes de Barareh)
- Asghar Heidari - Dr. Jakool (Le docteur/coiffeur/banquier/dentiste du village)
- Mokhtar Saegi - Caporal-chef
- Shayan Ahadifar - Bouffon du village

### Personnages imaginaires
- Khorzookhan

## Les gags dans Barareh
"Shabhaye Barareh" est pleine de gags, faisant une énorme contribution au langage populaire. Quelques-uns de ces gags sont regroupés ci-dessous :
- Donne-moi de l’argent ! : dans la série, Keyvoon est l’exemple d’un bandit, même si ses parents croient qu’il est médecin. Souvent, il dérobe les gens en leur demandant : Donne-moi de l’argent! (en persan : پول وَده), et quand ils répliquent : "Pourquoi ?" Il dit : "Je vous taxe de l’argent !" (en persan : پولِ زور وَده). Parfois, il dit : "Donne-moi de l’argent" sans raison.
- Zorro: dans un épisode, Salar Khan révèle son intention de devenir le Zorro de Barareh, un hommage humoristique au Zorro original. À cause de son vieil âge, il demande à son fils, Shir Farhad, de lui succéder en tant que le prochain Zorro. Dans un autre épisode, Shadoneh dit à Shakhe Shemshad que son mari est Zorro, et Shakhe répond : "Non ! Mon fils, Keyvoon est Zorro !" Shadoneh répond : " Mais quand Zorro est arrivé, Keyvoon était déjà dans la foule, Comment donc il peut être Zorro ?" Shakhe Shemshad justifie : "Bon, parce qu’il joue dans les deux rôles en même temps."
- La sadomasochiste Saharnaz : Saharnaz, la sœur de Shir Farhad et la femme de Kiyanoush est une féministe moderne. Elle est agressive, avide et violente. Quand Kiyanoush lui demande : "Pourquoi tu es si violente avec moi ?" elle répond : " Je te blesse puisque je t’aime." Dans certains épisodes, on voit que Saharnaz aime blesser les gens.
- Ça varie : dans le langage de Barareh, il y a quatre expressions pour dire : "Ça varie". Lorsque les Iraniens disent : "Fargh Mikoneh" comme synonyme de « Ça varie », Les Bararéhiens disent :
  - "Fargh Makooleh" pour une grande différence
  - "Fargh Fookooleh" pour une moyenne différence
  - "Fargh Fan Coil" pour une petite différence
  - "Fargh Phil Collins" pour une minuscule différence

Fargh Makoolah a été dit en premier par Davood dans Pavarchin.
- Khoob Biiid ? : C’était bieeen ? ; Le poète Bagoori le dit toujours après chaque poème pour être certain que les gens l’ont aimé.
- Jiiiiigar : C’est le slogan de Salar Khan, qui veut dire chérie.
- Voooygoolanjz : Voooygoolanjz dénote la conjugaison de tout verbe à la troisième personne du pluriel au présent et au passé. Dans le langage de Barareh, tout verbe prend un suffixe de "va" ajouté à la forme régulière du verbe conjugué, mais la troisième personne du pluriel du verbe change radicalement à vooygoolanjz pour n’importe quel verbe. Par exemple le verbe "aller" ou "raftan" devient : va-raftam, va-rafti, va-raft, va-raftim, va-rafteed, voooygoolanjz. Puisque la troisième personne du pluriel de tout verbe est vooygoolanjz, la signification de la phrase peut seulement être déterminée à partir du contexte. Par exemple lorsque les Bararéhiens ont l’intention de faire référer à une source, ils disent : "Vooygoolanjz ke Sahrnaz—est pas mariée" dans ce contexte vooygoolanjz dénote la troisième personne du pluriel du verbe dire, c’est-à-dire : “ils disent."  La grande partie d’humour du langage de Barareh est sous-jacente dans le contexte de vooygoolanjz et dans le temps où les acteurs ricanent lorsqu’ils ont à utiliser la troisième personne du pluriel dans leur phrase. Aussi, puisque dans la langue persane, différemment des langues européennes, les consonnes n’apparaissent jamais de suite l’un après l’autre, l’existence de Vooygoolanjz et son rappel constant dans l’intrigue est la confirmation du fait que le langage de Barareh se déclare une version européenne du persan, où plus d’une consonne peut se placer à la suite des autres comme "njz" et le préfixe insensé de "vooygoola" en ajout pour lui en donner une sonorité occidentale.
- Hashtaplakoo (هَشتپلَكو) : Une mesure radicale pour porter un coup contre quelqu’un. Par une définition bararéhienne il est un degré plus fort que ‘‘Haftaplakoo’’ (هفتپلكو).
- Chourmang (چورمنگ) : Un juron bararéhien pour offenser la personne adressée. Cassé en deux éléments Chour-mang: "Chour" est  un terme argot pour « pénis » et "mang" un argot pour « mauvaise mémoire ». Chourmang est la version transverse pour l’autre juron persan très commun "Koskhol" qui se divise en deux éléments kos-khol : "kos" est le mot standard pour « vagin » et "khol" est le mot standard pour « fou/folle ». Les deux termes Koskhol, dans le Persan d’aujourd’hui, et Chourmang à Barareh, s’adressent à celui ou celle qui se comporte d’une manière irrationnelle et stupide.
- Patois Sistani : Yavar Toghrol est originaire de la ville de Zabol à Sistan, une province dans le Sud-Est de l’Iran. Toghrol emploie des patois Sistanis qui sonnent drôles lorsqu’ils sont mélangés avec le Persan commun. Il emploie des mots comme: "Toskatoso", "Shonpet", "Kata Kalla", "Allakhootak", "Khosou Khosou" etc. Dans un épisode de Pavarchin, il se fâche après Farhad et lui dit: "Shonpet!" Farhad réplique : « Tu veux dire Sean Penn ? »
- Il ne sait rien du tout : Les Bararéhiens confrontent régulièrement des problèmes qui pourraient être résolus facilement avec un peu de sens commun, mais ils ne peuvent pas le faire d’eux-mêmes. Kiyanoush finit par résoudre le problème, mais il se montre irrespectueux et les Bararéhiens l'accusent d’être stupide. Ils disent toujours In hichi navafahma qui veut dire « Il ne sait rien du tout » dans la langue Bararéhienne.
- Le Cimetière : Les Bararéhiens prétendent que le people le plus fameux du monde est de Barareh, et même certains d’entre eux comme Claude Debussy et Victor Hugo sont enterrés dans le cimetière de Barareh.
- La fosse d’Alexandre (persan : چال اسكندرون) : Les Bararéhiens prétendent aussi qu'Alexandre le Grand avait eu une grande guerre lors de son passage à leur village et la trace de cette grande guerre est une petite fosse qu’on appelle La fosse d’Alexandre. Cette exagération de l’histoire montre ses versions différemment dans les différents épisodes, par exemple dans un épisode Shir Farhad prétend qu’il y avait 60 millions personnes tuées dans cette petite fosse, et en réponse à Kianoosh, rejette l'opinion de ce dernier au sujet de la population de village à l’époque. Shir Farhad mentionne qu'à la suite de cette horrible guerre le nombre de la population a été réduit de 60 millions à 92 personnes. Dans un autre épisode, Shir Farhad parle au sujet de 'Roxana Barareh-i' prétendant qu’Alexandre le Grand tombe amoureux d’elle quand il était de passage à Barareh, donc il n’a pas continué la guerre. Il y a beaucoup de satires comparatives dans le point de vue historique des Iraniens.
- Beh man cheh : Ça ne me regarde pas, Kiyanoosh est constamment brimé par le peuple de Barareh et il réplique par « Ça ne me regarde pas » lorsqu'ils lui demandent des choses.
- Cholombeh : Si quelqu’un sort avec une femme et elle le mène, puis elle refuse de faire l’amour avec lui, donc il est Cholombeh ou en persan de Barareh "cholombah vashode."  Aussi dans la nuit de noces, si la femme refuse l’homme, il est aussi cholombeh'ed. Cholombeh peut aussi vouloir dire rester debout et peut appliquer aux deux sexes.